# Gheorghe Adamescu
Gheorghe Adamescu (n. 23 iulie 1869, București, România – d. 4 aprilie 1942, București, România) a fost un istoric literar, membru corespondent al Academiei Române din 1921, bibliograf, profesor de limba română și limba latină și autorul unor manuale de literatură din perioada interbelică.

## Biografie
Părinții săi au fost Andrei (preot) și Anghelina.
A absolvit Liceul „Sfântul Sava” din București, după care a urmat Facultatea de litere și Filozofie din cadrul Universității din București. A făcut specializări la Geneva și la Paris (École des Hautes Études, École de Chartres).
În perioada 1891-1894 a predat la Școala Gimnazială din Galați, după care la Liceul „Gheorghe Lazăr” și la Liceul „Sfântul Sava” din București.
A fost Inspector general în învățământul primar și normal, secretar general în Ministerul Instrucțiunii Publice (1901-1904), secretar al Asociației Corpului Didactic și subdirector la Institutul de Literatură și Bibliografie.

## Opere
- Adamescu, Gheorghe (1931), Dicționarul enciclopedic ilustrat „Cartea Românească“. Partea II: Dicționarul geografic și istoric universal, București: Editura „Cartea Românească“
- Noțiuni de istoria limbii și literaturii românești, București, 1894,
- Istoria literaturii române pentru școalele normale de învățători și învățătoare, București, 1910,
- Contribuțiune la bibliografia românească, I-III, București, 1921-1928.

## Vezi și
- Lista membrilor Academiei Române